# ديميتري فاسيلييف
ديميتري فاسيلييف (بالروسية: Дмитрий Владимирович Васильев)‏ هو لاعب كرة قدم روسي في مركزي الوسط والدفاع، ولد في 25 مارس 1977 في سانت بطرسبرغ في روسيا. شارك مع منتخب روسيا لكرة القدم. أما مع النوادي، فقد لعب مع روبين قازان وشينيك ياروسلافل.

## وصلات خارجية
- ديميتري فاسيلييف على موقع ناشيونال فوتبول تيمز (الإنجليزية)
- ديميتري فاسيلييف على موقع Soccerway.com (الإنجليزية)